# Rosen, Dobrici
Rosen (în bulgară Росен) este un sat în comuna Gheneral-Toșevo, regiunea Dobrici, Dobrogea de Sud, Bulgaria. 
Între anii 1913-1940 a făcut parte din plasa Casim a județului Caliacra, România. În trecut se numea Saldu Alde. Lângă localiate a mai existat o așezare cu populație de etnie română și turcă (azi dispărută) numită în timpul administrației românești Durasi și în Dryan bulgară. 

## Demografie
Componența etnică a satului Rosen
     Bulgari (82,14%)
     Romi (5,95%)
     Nicio identificare (11,9%)
     Altele (0%)
La recensământul din 2011, populația satului Rosen era de 84 locuitori. Din punct de vedere etnic, majoritatea locuitorilor (82,14%) erau bulgari, cu o minoritate de romi (5,95%). Pentru 11,9% din locuitori nu este cunoscută apartenența etnică.